# Джиммі Волмер
Джеймс «Джиммі» Волмер(англ. Jimmy Valmer) (іноді прізвище пишеться як Валмер (Valmer) або Вулмер (Vulmer). В ранніх епізодах його звали Джиммі Свенсон) — персонаж мультсеріалу «South Park ». Він — однокласник головних героїв і відіграє помітну роль у багатьох епізодах.

## Персонаж
Джиммі, як і Тіммі інвалід з народження через мязову дистрофію, він носить дужки на зубах і ходить з милицями. На відміну від Тіммі, він цілком нормально говорить, правда іноді сильно заїкається. Він завжди говорить: «Спасибі, ви відмінна публіка», після кожної свого жарту. Він любить виступати в жанрі стенд-ап комедії, з жартами, які починаються на «Чи чули ви, чи бачили ви?», В стилі  Джея Лено. Він дуже обдарований і популярний учень, моральний і знає, що таке справжня дружба. Наприклад в серії «У гонитві за рейтингами» він був одним з лідерів в шкільному випуску новин і закликав хлопців робити чесні новини, а не вигадувати їх. Однак він нерідко лихословить і в ньому сильно розвинений дух суперництва, аж до використання стероїдів на  паралімпійських іграх. До того ж він дуже небезпечний зі своїми милицями як зброєю. Вони подружилися з Тіммі, хоча спочатку жорстоко побилися (в епізоді «Бій калік»). Джиммі - єдиний хто розуміє нескладні вигуки Тіммі. Вони разом грали у Володаря перснів і World of Warcraft, брали участь в банді в епізоді «Божевільні каліки» і обидва брали участь в паралімпійських іграх в «Up the Down Steroid».
Номер будинку Джиммі - 1331.

## Стосунки з дівчатками
Джиммі один з небагатьох школярів Південного Парку, хто втратив цноту. В епізоді «День ерекції» він хвилюється перед конкурсом шкільних талантів через постійні ерекції. Після того як Батерс сказав, що після сексу ерекції проходять, Джиммі відправився в злачний район міста, де займався сексом з повією на ім'я «Полірування». Судячи з того ж епізоду він дуже популярний серед дівчаток. Коли Джиммі без попередження приходить до шкільної подруги Шона та запрошує її на побачення, дівчинка в захваті погоджується. Також можна помітити дружнє ставлення до нього з боку рудоволосої Берти. Однак обидві дівчинки, дізнавшись про справжню мету Джиммі (позбутися від ерекції, зайнявшись з ними сексом), з обуренням йдуть.
Незважаючи на чарівність і розум, Джиммі проявляє разюче невігластво у відносинах з дівчатами. В епізоді «День ерекції» він просить допомоги у Еріка Картмена, щоб завалити бабу. Крім того, в епізоді «Я і моє майбутнє» він говорить, що він пробував екстазі і під ним всю ніч займався сексом зі своєю дівчиною, але це його черговий жарт в жанрі стенд-ап.

## Зовнішній вигляд
Джиммі носить жовтий светр з довгими рукавами і сині джинси. Під светром він носить білу сорочку. Він також завжди надягає чорні черевики. Його ноги досить криві і виглядають кволими, через його м'язову дистрофію, а рот сильно перекошений. Носить брекети на зубах нижньої і верхньої щелепи. Страждає на косоокість.